# 非常SKE
『非常SKE〜黎明前的國盜48番勝負』（日语：でらSKE〜夜明け前の国盗り48番勝負）是2010年4月5日至2011年5月4日在TBS播放的迷你節目。

## 概要
TBS從星期一起星期三深夜在關東廣域圏播放2分間鐘的迷你節目。播放時間不定。由SKE48出演。

## 出演者
- SKE48
  - 節目開始時是只有Team S成員出演，2010年11月22日開始Team KII成員都有出演。還有，各回在開頭上面的成員影像從開始播放時沒改變。

| 姓名       | 軍       | 家徽       | 喜歡的武將                   | 我是○○        |
| Team S     | Team S   | Team S     | Team S                       | Team S        |
| ---------- | -------- | ---------- | ---------------------------- | ------------- |
| 大矢真那   | 珠理奈軍 | 白雪公主   | 德川家康・豐臣秀吉・織田信長 | 快樂的人      |
| 小野晴香   | 玲奈軍   | 斧         | 織田信長                     | 積極的人      |
| 加藤るみ   | 珠理奈軍 | 蜜柑       | 森蘭丸                       | 魚            |
| 木崎ゆりあ | 玲奈軍   | 圓臉和平   | 沖田總司                     | 喜歡漫画      |
| 木下有希子 | 玲奈軍   | 栗         | 德川家康                     | 舞者          |
| 桑原みずき | 珠理奈軍 | 鰹         | 坂本龍馬                     | 土佐女孩      |
| 須田亞香里 | 珠理奈軍 | 鈴         | 織田信長                     | 芭蕾舞        |
| 高田志織   | 玲奈軍   | 小型蕃茄   | 織田信長                     | 直的頭髮      |
| 出口陽     | 珠理奈軍 | 蟻         | 河村端賢                     | 喜歡蟻        |
| 中西優香   | 玲奈軍   | 拼圖       | 仙石秀久                     | 一個人遊戲    |
| 平田璃香子 | 珠理奈軍 | 熊貓眼下垂 | 織田信長                     | 電影愛好者    |
| 平松可奈子 | 玲奈軍   | 愛犬的皮帶 | 石田三成・斉藤一             | 這些臉頰      |
| 松井珠理奈 | 珠理奈軍 | 雞、狗、猫 | 沖田總司                     | Suberitsu女兒 |
| 松井玲奈   | 玲奈軍   | 菠蘿包     | 前田利家                     | 菠蘿包        |
| 松下唯     | 珠理奈軍 | 兔子的耳朵 | 伊達政宗                     | 2次元         |
| 矢神久美   | 玲奈軍   | 維生素     | 佩里                         | 兔子          |
| Team KII   |          |            |                              |               |
| 石田安奈   | 珠理奈軍 | 魔鬼的禮物 | 豐臣秀吉                     | 喜歡惡作劇    |
| 小木曾汐莉 | 玲奈軍   | 芝麻       | 織田信長                     | 繞口令很好    |
| 高柳明音   | 珠理奈軍 | 4隻鳥      | 武田信玄                     | 喜歡鳥        |
| 向田茉夏   | 玲奈軍   | 草莓       | 卑弥呼                       | 喜歡草莓      |

## 播放內容
播放時間在深夜，賓際的播放日時隔日早上。

2010年9月27日-29日、12月27日-29日、2011年1月3日-5日是暫停播放。

2011年3月14日-16日是東北地方太平洋沖地震暫停播放。

2010年4月26日以後，演出者欄左邊是珠理奈軍、右邊是玲奈軍。個人戰的勝出者以粗字表記，平手當時是沒有表記。

## 外部連結
- 非常SKE （页面存档备份，存于）